# European Heritage Heads Forum
L’ European Heritage Heads Forum (EHHF) est un réseau professionnel informel qui rassemble les directeurs des autorités nationales chargées du patrimoine à travers l’Europe (patrimoine bâti, paysages, archéologie, etc.). Les directeurs peuvent ainsi échanger leurs connaissances et expériences sur la gestion de l’environnement historique au XXIe siècle. Les « Heads » sont principalement les directeurs généraux des départements ou agences responsables de la protection du patrimoine culturel immobilier au sein des ministères compétents (Ministère de la Culture, de l’Environnement, etc.).
Les discussions portent sur les tendances du secteur, les engagements politiques, la législation européenne et internationale en matière de protection du patrimoine culturel et comment celles-ci affectent les politiques patrimoniales nationales. Le Conseil de l’Europe, la Commission Européenne, ainsi que les représentants de la société civile sont étroitement associés aux activités de l’EHHF,. L’EHHF défend le patrimoine culturel au niveau européen et produit des communications sur des sujets spécifiques afin de soutenir des intérêts communs,.

## Histoire
Un Sommet Européen pour le Patrimoine (« European Heritage Summit ») fut organisé pour la première fois à Londres en 2006, du 26 au 28 avril, par Simon Thurley, ancien directeur général d’English Heritage. L’objectif de ce Sommet était de rassembler les responsables européens du patrimoine afin de leur offrir une opportunité d’échanger leurs expériences et d’initier des actions communes. 23 États européens participèrent au Sommet et décidèrent de continuer à se réunir tous les ans en tant que forum qu’ils nommèrent European Heritage Heads Forum. Les réunions annuelles qui suivirent furent hébergées par différents pays.
En mai 2014, un nombre record de 26 pays européens participèrent à la réunion annuelle de l’EHHF.

## Gouvernance
Le comité de pilotage de l’EHHF est une Troika composée du directeur du patrimoine du pays qui accueillit la réunion annuelle l’année passée ainsi que des directeurs des pays qui l’accueilleront les deux années suivantes. Les réunions de la Troika sont présidées par l’hôte de la prochaine réunion annuelle. Les prochains pays hôtes sont désignés par accord général lors des réunions annuelles.
Le Secrétariat de l’EHHF rapporte directement à la Troika et est responsable de l’organisation des réunions, de circuler l’information entre les membres, de donner suite aux actions décidées par les Heads, de maintenir le site internet de l’EHHF, de suivre les actions spécifiques, etc.
Depuis janvier 2014, une secrétaire administrative permanente a été nommée afin de gérer le Secrétariat. Celui-ci est basé à Bruxelles dans les bureaux de l’Agence flamande pour le patrimoine et est financé par des contributions annuelles des membres de l’EHHF (accord convenu à Oslo en mai 2013).

## Réunions annuelles
| Année | Directeur hôte | Pays                                   |
| ----- | --- | -------------------------------------- |
| 2006  | Simon Thurley, directeur général, English Heritage | Londres, Royaume-Uni                   |
| 2007  | Pavel Jerie, directeur général, Institut national tchèque pour la protection et la conservation des monuments | Prague, République tchèque             |
| 2008  | Steen Hvass (da), directeur général, Agence pour le patrimoine du Danemark | Copenhague, Danemark                   |
| 2009  | Eva-Maria Höhle (de), présidente, Bureau fédéral autrichien pour la protection des monuments (en) Katarína Kosova, directrice générale, Conseil des monuments de la république de Slovaquie                                        | Vienne, Autriche Bratislava, Slovaquie |
| 2010  | Philippe Bélaval, directeur général, Direction générale des patrimoines, Ministère de la Culture et de la Communication | Paris, France                          |
| 2011  | Cees Van 'T Veen, directeur général, Agence pour le patrimoine des Pays-Bas | Amsterdam, Pays-Bas                    |
| 2012  | Gerd Weiss (de), Président, Association des conservateurs de la république fédérale d'Allemagne | Potsdam, Allemagne                     |
| 2013  | Jørn Holme (en), directeur, Direction norvégienne du patrimoine (en) | Oslo, Norvège                          |
| 2014  | Sonja Vanblaere, administratrice générale, Agence flamande pour le patrimoine Pierre Paquet, inspecteur général, Département du patrimoine, Wallonie Thierry Wauters, directeur, Département des monuments et des sites, Bruxelles | Louvain, Belgique,                     |
| 2015  | Niall O’Donnchu, secrétaire adjoint, Division du patrimoine, Département des arts, du patrimoine et du gaélisme (en) | Dublin, Irlande,                       |
| 2016  | Oliver Martin, chef de section, Patrimoine culturel et monuments historiques, Office fédéral de la culture | Berne, Suisse                          |
| 2017  | Kristín Huld Sigurdardottir, directrice générale, Agence pour le patrimoine d'Islande | Islande                                |

## European Heritage Legal Forum
L’European Heritage Legal Forum (EHLF) fut fondé en 2008 à la suite de la réunion annuelle de Copenhague, Danemark. Les directeurs convinrent de créer un sous-comité afin d’améliorer leur capacité à identifier les législations européennes pouvant influencer le patrimoine culturel. Un forum d’experts fut ainsi nommé par les autorités nationales compétentes membres de l’EHHF. La mission de l’EHLF est de s’assurer que les informations relatives aux développements et conséquences des propositions de loi au sein de l’Union Européenne et influençant le patrimoine soit communiquées à temps aux autorités nationales. De surcroît, l’EHLF peut proposer des recommandations à l’EHHF afin de réviser certaines législations ou de formuler des clauses spécifiques au patrimoine,,.